# Tour d'Antalya 2018
La 1re édition du Tour d'Antalya a eu lieu du 22 au 25 février 2018. Elle fait partie du calendrier UCI Europe Tour 2018 en catégorie 2.2. La course est remportée par le Russe Artem Ovechkin, également vainqueur de la troisième étape.

## Étapes
Ce Tour d'Antalya se court en quatre étapes.
| Étape     | Date    | Villes étapes                 | type                      | Distance (km) | Vainqueur d'étape | Leader du classement général |
| --------- | ------- | ----------------------------- | ------------------------- | ------------- | ----------------- | ---------------------------- |
| 1re étape | 22 fév. | Antalya – Antalya             | étape de moyenne montagne | 155,6         | Matteo Moschetti  | Matteo Moschetti             |
| 2e étape  | 23 fév. | Antalya – Antalya             | étape de moyenne montagne | 118,3         | Wim Kleiman       | Wim Kleiman                  |
| 3e étape  | 24 fév. | Feslikan Dere – Feslikan Dere | étape de montagne         | 32,5          | Artem Ovechkin    | Artem Ovechkin               |
| 4e étape  | 25 fév. | Sidé – Lara                   | étape vallonnée           | 144,2         | Matteo Moschetti  | Artem Ovechkin               |

## Déroulement de la course

### 1reétape
| Classement | Classement             | Classement | Classement                    | Classement         |
|            | Coureur                | Pays       | Équipe                        | Temps              |
| ---------- | ---------------------- | ---------- | ----------------------------- | ------------------ |
| 1er        | Matteo Moschetti       | Italie     | Polartec-Kometa               | en 3 h 46 min 31 s |
| 2e         | Jakub Mareczko         | Italie     | Wilier Triestina-Selle Italia | + 0 s              |
| 3e         | Konrad Geßner          | Allemagne  | Leopard                       | + 0 s              |
| 4e         | Norman Vahtra          | Estonie    | Estonie                       | + 0 s              |
| 5e         | Markus Wildauer        | Autriche   | Tirol                         | + 0 s              |
| 6e         | Polychrónis Tzortzákis | Grèce      | Tarteletto-Isorex             | + 0 s              |
| 7e         | Filippo Fortin         | Italie     | Felbermayr Simplon Wels       | + 0 s              |
| 8e         | Alexander Krieger      | Allemagne  | Leopard                       | + 0 s              |
| 9e         | Meron Abraham          | Érythrée   | Bike Aid                      | + 0 s              |
| 10e        | Paweł Franczak         | Pologne    | CCC Sprandi Polkowice         | + 0 s              |
| modifier   |                        |            |                               |                    |

| \| Classement général \| Classement général \| Classement général \| Classement général \| Classement général \| \| Coureur \| Coureur \| Pays \| Équipe \| Temps \| \| ------------------ \| ---------------------- \| ------------------ \| ----------------------------- \| ------------------ \| \| 1er \| Matteo Moschetti \| Italie \| Polartec-Kometa \| 3 h 46 min 21 s \| \| 2e \| Jakub Mareczko \| Italie \| Wilier Triestina-Selle Italia \| + 4 s \| \| 3e \| Georg Zimmermann \| Allemagne \| Tirol Cycling Team \| + 5 s \| \| 4e \| Konrad Gessner \| Allemagne \| Leopard Pro Cycling \| + 6 s \| \| 5e \| Yauhen Sobal \| Biélorussie \| Minsk Cycling Club \| + 6 s \| \| 6e \| Ylber Sefa \| Albanie \| Tarteletto-Isorex \| + 7 s \| \| 7e \| Norman Vahtra \| Estonie \| Estonie \| + 10 s \| \| 8e \| Markus Wildauer \| Autriche \| Tirol Cycling Team \| + 10 s \| \| 9e \| Polychrónis Tzortzákis \| Grèce \| Tarteletto-Isorex \| + 10 s \| \| 10e \| Filippo Fortin \| Italie \| Felbermayr Simplon Wels \| + 10 s \| |                        |             |                               |                 |
| |                        |             |                               |                 |
| |                        |             |                               |                 |
| Classement général |                        |             |                               |                 |
| Coureur | Coureur                | Pays        | Équipe                        | Temps           |
| 1er | Matteo Moschetti       | Italie      | Polartec-Kometa               | 3 h 46 min 21 s |
| 2e | Jakub Mareczko         | Italie      | Wilier Triestina-Selle Italia | + 4 s           |
| 3e | Georg Zimmermann       | Allemagne   | Tirol Cycling Team            | + 5 s           |
| 4e | Konrad Gessner         | Allemagne   | Leopard Pro Cycling           | + 6 s           |
| 5e | Yauhen Sobal           | Biélorussie | Minsk Cycling Club            | + 6 s           |
| 6e | Ylber Sefa             | Albanie     | Tarteletto-Isorex             | + 7 s           |
| 7e | Norman Vahtra          | Estonie     | Estonie                       | + 10 s          |
| 8e | Markus Wildauer        | Autriche    | Tirol Cycling Team            | + 10 s          |
| 9e | Polychrónis Tzortzákis | Grèce       | Tarteletto-Isorex             | + 10 s          |
| 10e | Filippo Fortin         | Italie      | Felbermayr Simplon Wels       | + 10 s          |

### 2eétape
| \| Classement de l'étape \| Classement de l'étape \| Classement de l'étape \| Classement de l'étape \| Classement de l'étape \| \| Coureur \| Coureur \| Pays \| Équipe \| Temps \| \| --------------------- \| --------------------- \| --------------------- \| ----------------------------- \| --------------------- \| \| 1er \| Wim Kleiman \| Pays-Bas \| Monkey Town Continental \| 3 h 07 min 05 s \| \| 2e \| Matthias Krizek \| Autriche \| Felbermayr Simplon Wels \| + 0 s \| \| 3e \| Johannes Schinnagel \| Allemagne \| Tirol Cycling Team \| + 0 s \| \| 4e \| Markus Wildauer \| Autriche \| Tirol Cycling Team \| + 0 s \| \| 5e \| Mads Rahbek \| Danemark \| Danemark \| + 0 s \| \| 6e \| Cristian Raileanu \| Moldavie \| Torku Şekerspor \| + 0 s \| \| 7e \| Paweł Bernas \| Pologne \| CCC Sprandi Polkowice \| + 49 s \| \| 8e \| Antonio Santoro \| Italie \| Monkey Town Continental \| + 49 s \| \| 9e \| Alexander Krieger \| Allemagne \| Leopard Pro Cycling \| + 49 s \| \| 10e \| Edoardo Zardini \| Italie \| Wilier Triestina-Selle Italia \| + 49 s \| |                     |           |                               |                 |
| |                     |           |                               |                 |
| |                     |           |                               |                 |
| Classement de l'étape |                     |           |                               |                 |
| Coureur | Coureur             | Pays      | Équipe                        | Temps           |
| 1er | Wim Kleiman         | Pays-Bas  | Monkey Town Continental       | 3 h 07 min 05 s |
| 2e | Matthias Krizek     | Autriche  | Felbermayr Simplon Wels       | + 0 s           |
| 3e | Johannes Schinnagel | Allemagne | Tirol Cycling Team            | + 0 s           |
| 4e | Markus Wildauer     | Autriche  | Tirol Cycling Team            | + 0 s           |
| 5e | Mads Rahbek         | Danemark  | Danemark                      | + 0 s           |
| 6e | Cristian Raileanu   | Moldavie  | Torku Şekerspor               | + 0 s           |
| 7e | Paweł Bernas        | Pologne   | CCC Sprandi Polkowice         | + 49 s          |
| 8e | Antonio Santoro     | Italie    | Monkey Town Continental       | + 49 s          |
| 9e | Alexander Krieger   | Allemagne | Leopard Pro Cycling           | + 49 s          |
| 10e | Edoardo Zardini     | Italie    | Wilier Triestina-Selle Italia | + 49 s          |

| \| Classement général \| Classement général \| Classement général \| Classement général \| Classement général \| \| Coureur \| Coureur \| Pays \| Équipe \| Temps \| \| ------------------ \| ------------------- \| ------------------ \| ----------------------------- \| ------------------ \| \| 1er \| Wim Kleiman \| Pays-Bas \| Monkey Town Continental \| 6 h 53 min 26 s \| \| 2e \| Matthias Krizek \| Autriche \| Felbermayr Simplon Wels \| + 4 s \| \| 3e \| Johannes Schinnagel \| Allemagne \| Tirol Cycling Team \| + 6 s \| \| 4e \| Markus Wildauer \| Autriche \| Tirol Cycling Team \| + 9 s \| \| 5e \| Mads Rahbek \| Danemark \| Danemark \| + 10 s \| \| 6e \| Cristian Raileanu \| Moldavie \| Torku Şekerspor \| + 10 s \| \| 7e \| Alexander Krieger \| Allemagne \| Leopard Pro Cycling \| + 59 s \| \| 8e \| Ruben Scheire \| Belgique \| Tarteletto-Isorex \| + 59 s \| \| 9e \| Paweł Bernas \| Pologne \| CCC Sprandi Polkowice \| + 59 s \| \| 10e \| Edoardo Zardini \| Italie \| Wilier Triestina-Selle Italia \| + 59 s \| |                     |           |                               |                 |
| |                     |           |                               |                 |
| |                     |           |                               |                 |
| Classement général |                     |           |                               |                 |
| Coureur | Coureur             | Pays      | Équipe                        | Temps           |
| 1er | Wim Kleiman         | Pays-Bas  | Monkey Town Continental       | 6 h 53 min 26 s |
| 2e | Matthias Krizek     | Autriche  | Felbermayr Simplon Wels       | + 4 s           |
| 3e | Johannes Schinnagel | Allemagne | Tirol Cycling Team            | + 6 s           |
| 4e | Markus Wildauer     | Autriche  | Tirol Cycling Team            | + 9 s           |
| 5e | Mads Rahbek         | Danemark  | Danemark                      | + 10 s          |
| 6e | Cristian Raileanu   | Moldavie  | Torku Şekerspor               | + 10 s          |
| 7e | Alexander Krieger   | Allemagne | Leopard Pro Cycling           | + 59 s          |
| 8e | Ruben Scheire       | Belgique  | Tarteletto-Isorex             | + 59 s          |
| 9e | Paweł Bernas        | Pologne   | CCC Sprandi Polkowice         | + 59 s          |
| 10e | Edoardo Zardini     | Italie    | Wilier Triestina-Selle Italia | + 59 s          |

### 3eétape
| \| Classement de l'étape \| Classement de l'étape \| Classement de l'étape \| Classement de l'étape \| Classement de l'étape \| \| Coureur \| Coureur \| Pays \| Équipe \| Temps \| \| --------------------- \| --------------------- \| --------------------- \| ----------------------------- \| --------------------- \| \| 1er \| Artem Ovechkin \| Russie \| Marathon-Tula \| 1 h 04 min 40 s \| \| 2e \| Awet Habtom \| Érythrée \| Polartec-Kometa \| + 42 s \| \| 3e \| Edoardo Zardini \| Italie \| Wilier Triestina-Selle Italia \| + 44 s \| \| 4e \| Ilia Koshevoy \| Biélorussie \| Wilier Triestina-Selle Italia \| + 1 min 01 s \| \| 5e \| Cristian Raileanu \| Moldavie \| Torku Şekerspor \| + 1 min 03 s \| \| 6e \| Kevin De Jonghe \| Belgique \| Tarteletto-Isorex \| + 1 min 08 s \| \| 7e \| Mikiel Habtom \| Érythrée \| Érythrée \| + 1 min 16 s \| \| 8e \| Vadim Pronskiy \| Kazakhstan \| Astana City \| + 1 min 23 s \| \| 9e \| Szymon Rekita \| Pologne \| Leopard Pro Cycling \| + 1 min 30 s \| \| 10e \| Benjamin Brkic \| Autriche \| Tirol Cycling Team \| + 1 min 35 s \| |                   |             |                               |                 |
| |                   |             |                               |                 |
| |                   |             |                               |                 |
| Classement de l'étape |                   |             |                               |                 |
| Coureur | Coureur           | Pays        | Équipe                        | Temps           |
| 1er | Artem Ovechkin    | Russie      | Marathon-Tula                 | 1 h 04 min 40 s |
| 2e | Awet Habtom       | Érythrée    | Polartec-Kometa               | + 42 s          |
| 3e | Edoardo Zardini   | Italie      | Wilier Triestina-Selle Italia | + 44 s          |
| 4e | Ilia Koshevoy     | Biélorussie | Wilier Triestina-Selle Italia | + 1 min 01 s    |
| 5e | Cristian Raileanu | Moldavie    | Torku Şekerspor               | + 1 min 03 s    |
| 6e | Kevin De Jonghe   | Belgique    | Tarteletto-Isorex             | + 1 min 08 s    |
| 7e | Mikiel Habtom     | Érythrée    | Érythrée                      | + 1 min 16 s    |
| 8e | Vadim Pronskiy    | Kazakhstan  | Astana City                   | + 1 min 23 s    |
| 9e | Szymon Rekita     | Pologne     | Leopard Pro Cycling           | + 1 min 30 s    |
| 10e | Benjamin Brkic    | Autriche    | Tirol Cycling Team            | + 1 min 35 s    |

| \| Classement général \| Classement général \| Classement général \| Classement général \| Classement général \| \| Coureur \| Coureur \| Pays \| Équipe \| Temps \| \| ------------------ \| ------------------- \| ------------------ \| ----------------------------- \| ------------------ \| \| 1er \| Artem Ovechkin \| Russie \| Marathon-Tula \| 7 h 58 min 55 s \| \| 2e \| Cristian Raileanu \| Moldavie \| Torku Şekerspor \| + 24 s \| \| 3e \| Awet Habtom \| Érythrée \| Polartec-Kometa \| + 46 s \| \| 4e \| Edoardo Zardini \| Italie \| Wilier Triestina-Selle Italia \| + 50 s \| \| 5e \| Wim Kleiman \| Pays-Bas \| Monkey Town Continental \| + 1 min 02 s \| \| 6e \| Johannes Schinnagel \| Allemagne \| Tirol Cycling Team \| + 1 min 08 s \| \| 7e \| Ilia Koshevoy \| Biélorussie \| Wilier Triestina-Selle Italia \| + 1 min 11 s \| \| 8e \| Kevin De Jonghe \| Belgique \| Tarteletto-Isorex \| + 1 min 18 s \| \| 9e \| Szymon Rekita \| Pologne \| Leopard Pro Cycling \| + 1 min 40 s \| \| 10e \| Benjamin Brkic \| Autriche \| Tirol Cycling Team \| + 1 min 45 s \| |                     |             |                               |                 |
| |                     |             |                               |                 |
| |                     |             |                               |                 |
| Classement général |                     |             |                               |                 |
| Coureur | Coureur             | Pays        | Équipe                        | Temps           |
| 1er | Artem Ovechkin      | Russie      | Marathon-Tula                 | 7 h 58 min 55 s |
| 2e | Cristian Raileanu   | Moldavie    | Torku Şekerspor               | + 24 s          |
| 3e | Awet Habtom         | Érythrée    | Polartec-Kometa               | + 46 s          |
| 4e | Edoardo Zardini     | Italie      | Wilier Triestina-Selle Italia | + 50 s          |
| 5e | Wim Kleiman         | Pays-Bas    | Monkey Town Continental       | + 1 min 02 s    |
| 6e | Johannes Schinnagel | Allemagne   | Tirol Cycling Team            | + 1 min 08 s    |
| 7e | Ilia Koshevoy       | Biélorussie | Wilier Triestina-Selle Italia | + 1 min 11 s    |
| 8e | Kevin De Jonghe     | Belgique    | Tarteletto-Isorex             | + 1 min 18 s    |
| 9e | Szymon Rekita       | Pologne     | Leopard Pro Cycling           | + 1 min 40 s    |
| 10e | Benjamin Brkic      | Autriche    | Tirol Cycling Team            | + 1 min 45 s    |

### 4eétape
| Classement | Classement        | Classement | Classement              | Classement       |
|            | Coureur           | Pays       | Équipe                  | Temps            |
| ---------- | ----------------- | ---------- | ----------------------- | ---------------- |
| 1er        | Matteo Moschetti  | Italie     | Polartec-Kometa         | en 3 h 9 min 4 s |
| 2e         | André Looij       | Pays-Bas   | Monkey Town Continental | + 0 s            |
| 3e         | Paweł Franczak    | Pologne    | CCC Sprandi Polkowice   | + 0 s            |
| 4e         | Alexander Krieger | Allemagne  | Leopard                 | + 0 s            |
| 5e         | Filippo Fortin    | Italie     | Felbermayr Simplon Wels | + 0 s            |
| 6e         | Yunus Emre Yılmaz | Turquie    | Brisaspor               | + 0 s            |
| 7e         | Konrad Geßner     | Allemagne  | Leopard                 | + 0 s            |
| 8e         | Grigoriy Shtein   | Kazakhstan | Astana City             | + 0 s            |
| 9e         | Meron Abraham     | Érythrée   | Bike Aid                | + 0 s            |
| 10e        | Markus Wildauer   | Autriche   | Tirol                   | + 0 s            |
| modifier   |                   |            |                         |                  |

## Classements finals

### Classement général final
La course est remportée par le Russe Artem Ovechkin, également vainqueur de la troisième étape.
| \| Classement général \| Classement général \| Classement général \| Classement général \| Classement général \| \| Coureur \| Coureur \| Pays \| Équipe \| Temps \| \| ------------------ \| ------------------- \| ------------------ \| ----------------------------- \| ------------------ \| \| 1er \| Artem Ovechkin \| Russie \| Marathon-Tula \| 11 h 07 min 59 s \| \| 2e \| Cristian Raileanu \| Moldavie \| Torku Şekerspor \| + 24 s \| \| 3e \| Awet Habtom \| Érythrée \| Polartec-Kometa \| + 46 s \| \| 4e \| Edoardo Zardini \| Italie \| Wilier Triestina-Selle Italia \| + 50 s \| \| 5e \| Wim Kleiman \| Pays-Bas \| Monkey Town Continental \| + 1 min 02 s \| \| 6e \| Johannes Schinnagel \| Allemagne \| Tirol Cycling Team \| + 1 min 05 s \| \| 7e \| Ilia Koshevoy \| Biélorussie \| Wilier Triestina-Selle Italia \| + 1 min 11 s \| \| 8e \| Kevin De Jonghe \| Belgique \| Tarteletto-Isorex \| + 1 min 18 s \| \| 9e \| Szymon Rekita \| Pologne \| Leopard Pro Cycling \| + 1 min 40 s \| \| 10e \| Benjamin Brkic \| Autriche \| Tirol Cycling Team \| + 1 min 45 s \| |                     |             |                               |                  |
| |                     |             |                               |                  |
| Source : ProCyclingStats |                     |             |                               |                  |
| Classement général |                     |             |                               |                  |
| Coureur | Coureur             | Pays        | Équipe                        | Temps            |
| 1er | Artem Ovechkin      | Russie      | Marathon-Tula                 | 11 h 07 min 59 s |
| 2e | Cristian Raileanu   | Moldavie    | Torku Şekerspor               | + 24 s           |
| 3e | Awet Habtom         | Érythrée    | Polartec-Kometa               | + 46 s           |
| 4e | Edoardo Zardini     | Italie      | Wilier Triestina-Selle Italia | + 50 s           |
| 5e | Wim Kleiman         | Pays-Bas    | Monkey Town Continental       | + 1 min 02 s     |
| 6e | Johannes Schinnagel | Allemagne   | Tirol Cycling Team            | + 1 min 05 s     |
| 7e | Ilia Koshevoy       | Biélorussie | Wilier Triestina-Selle Italia | + 1 min 11 s     |
| 8e | Kevin De Jonghe     | Belgique    | Tarteletto-Isorex             | + 1 min 18 s     |
| 9e | Szymon Rekita       | Pologne     | Leopard Pro Cycling           | + 1 min 40 s     |
| 10e | Benjamin Brkic      | Autriche    | Tirol Cycling Team            | + 1 min 45 s     |

### Classements annexes

#### Classement par points
| Classement par points | Classement par points | Classement par points | Classement par points   | Classement par points |
| Coureur               | Coureur               | Pays                  | Équipe                  | Points                |
| --------------------- | --------------------- | --------------------- | ----------------------- | --------------------- |
| 1er                   | Matteo Moschetti      | Italie                | Polartec-Kometa         | 10 pts                |
| 2e                    | Georg Zimmermann      | Allemagne             | Tirol Cycling Team      | 9 pts                 |
| 3e                    | Markus Wildauer       | Autriche              | Tirol Cycling Team      | 7 pts                 |
| 4e                    | Ivar Slik             | Pays-Bas              | Monkey Town Continental | 6 pts                 |
| 5e                    | Johannes Schinnagel   | Allemagne             | Tirol Cycling Team      | 6 pts                 |
| 6e                    | Artem Ovechkin        | Russie                | Marathon-Tula           | 5 pts                 |
| 7e                    | Wim Kleiman           | Pays-Bas              | Monkey Town Continental | 5 pts                 |
| 8e                    | Yauhen Sobal          | Biélorussie           | Minsk Cycling Club      | 4 pts                 |
| 9e                    | Matthias Krizek       | Autriche              | Felbermayr Simplon Wels | 4 pts                 |
| 10e                   | Ylber Sefa            | Albanie               | Tarteletto-Isorex       | 4 pts                 |

#### Classement du meilleur grimpeur
| Classement de la montagne | Classement de la montagne | Classement de la montagne | Classement de la montagne     | Classement de la montagne |
| Coureur                   | Coureur                   | Pays                      | Équipe                        | Points                    |
| ------------------------- | ------------------------- | ------------------------- | ----------------------------- | ------------------------- |
| 1er                       | Daniel Lehner             | Autriche                  | Felbermayr Simplon Wels       | 9 pts                     |
| 2e                        | Awet Habtom               | Érythrée                  | Polartec-Kometa               | 9 pts                     |
| 3e                        | Artem Ovechkin            | Russie                    | Marathon-Tula                 | 8 pts                     |
| 4e                        | Edoardo Zardini           | Italie                    | Wilier Triestina-Selle Italia | 7 pts                     |
| 5e                        | Georg Zimmermann          | Allemagne                 | Tirol Cycling Team            | 4 pts                     |
| 6e                        | Johannes Schinnagel       | Allemagne                 | Tirol Cycling Team            | 4 pts                     |
| 7e                        | Benjamin Brkic            | Autriche                  | Tirol Cycling Team            | 3 pts                     |
| 8e                        | Yauhen Sobal              | Biélorussie               | Minsk Cycling Club            | 2 pts                     |
| 9e                        | Cristian Raileanu         | Moldavie                  | Torku Şekerspor               | 2 pts                     |
| 10e                       | Ilia Koshevoy             | Biélorussie               | Wilier Triestina-Selle Italia | 2 pts                     |

#### Classement du meilleur jeune
| Classement du meilleur jeune | Classement du meilleur jeune | Classement du meilleur jeune | Classement du meilleur jeune | Classement du meilleur jeune |
| Coureur                      | Coureur                      | Pays                         | Équipe                       | Temps                        |
| ---------------------------- | ---------------------------- | ---------------------------- | ---------------------------- | ---------------------------- |
| 1er                          | Awet Habtom                  | Érythrée                     | Polartec-Kometa              | 11 h 08 min 45 s             |
| 2e                           | Johannes Schinnagel          | Allemagne                    | Tirol Cycling Team           | + 19 s                       |
| 3e                           | Benjamin Brkic               | Autriche                     | Tirol Cycling Team           | + 59 s                       |
| 4e                           | Marco Friedrich              | Autriche                     | Tirol Cycling Team           | + 2 min 42 s                 |
| 5e                           | Gordian Banzer               | Suisse                       | Akros-Renfer                 | + 3 min 37 s                 |
| 6e                           | Luc Wirtgen                  | Luxembourg                   | Leopard Pro Cycling          | + 3 min 40 s                 |
| 7e                           | Markus Wildauer              | Autriche                     | Tirol Cycling Team           | + 4 min 15 s                 |
| 8e                           | Silas Zacharias Clemmensen   | Royaume du Danemark          | Danemark                     | + 8 min 54 s                 |
| 9e                           | Kevin Inkelaar               | Pays-Bas                     | Polartec-Kometa              | + 10 min 27 s                |
| 10e                          | Charles Kagimu               | Ouganda                      | Bike Aid                     | + 11 min 00 s                |

#### Classement par équipes
| Classement par équipes | Classement par équipes        | Classement par équipes | Classement par équipes |
| Équipe                 | Équipe                        | Pays                   | Temps                  |
| ---------------------- | ----------------------------- | ---------------------- | ---------------------- |
| 1re                    | Tirol Cycling Team            | Autriche               | 33 h 29 min 33 s       |
| 2e                     | Monkey Town Continental       | Pays-Bas               | + 2 min 08 s           |
| 3e                     | Leopard Pro Cycling           | Luxembourg             | + 5 min 34 s           |
| 4e                     | Wilier Triestina-Selle Italia | Italie                 | + 6 min 24 s           |
| 5e                     | Tarteletto-Isorex             | Belgique               | + 11 min 39 s          |
| 6e                     | Bike Aid                      | Allemagne              | + 13 min 24 s          |
| 7e                     | Polartec-Kometa               | Espagne                | + 16 min 25 s          |
| 8e                     | Danemark                      | Danemark               | + 20 min 12 s          |
| 9e                     | Marathon-Tula                 | Russie                 | + 26 min 06 s          |
| 10e                    | CCC Sprandi Polkowice         | Pologne                | + 27 min 00 s          |

### Classements UCI
La course attribue aux coureurs le même nombre des points pour l'UCI Europe Tour 2018 et le Classement mondial UCI.
| Position           | 1er | 2e | 3e | 4e | 5e | 6e | 7e | 8e à 10e |  |  |  |  |  |  |  |  |  |
| Classement général | 40  | 30 | 25 | 20 | 15 | 10 | 5  | 3        |  |  |  |  |  |  |  |  |  |
| Par étape          | 7   | 3  | 1  |    |    |    |    |          |  |  |  |  |  |  |  |  |  |
| Leader, par étape  | 1   |    |    |    |    |    |    |          |  |  |  |  |  |  |  |  |  |